# Franz Rögels

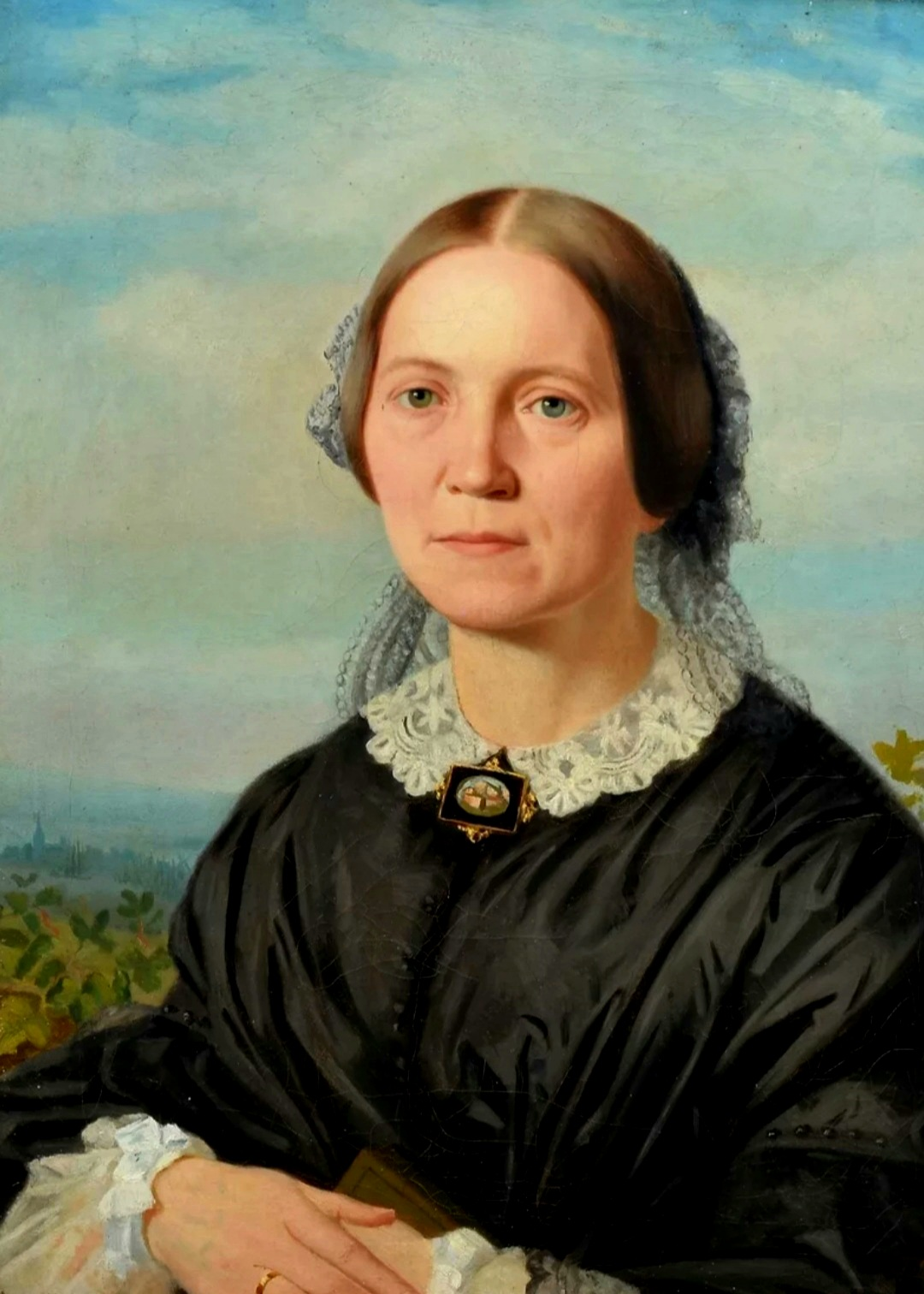
Franz Roegels: Porträt einer verheirateten Frau, 1859. Privatsammlung Deutschland.

Franz Rögels, auch Franz Roegels (* 1821 in Kempen, Kreis Kempen; † 1892 in Düsseldorf), war ein deutscher Historien- und Porträtmaler der Düsseldorfer Schule sowie Fotograf.

## Leben
Rögels studierte von 1852 bis 1859 an der Kunstakademie Düsseldorf Malerei. Dort waren Josef Wintergerst, Rudolf Wiegmann, Andreas und Karl Müller, Heinrich Mücke, Theodor Hildebrandt und Wilhelm von Schadow seine Lehrer. Um 1853 trug er sich mit der Absicht, in den Jesuitenorden einzutreten. Zu Beginn seiner künstlerischen Laufbahn profilierte sich Rögels als Historienmaler mit religiösen Motiven spätnazarenischer Prägung, etwa 1856 auf einer Ausstellung des Kunstvereins für die Rheinlande und Westfalen mit dem Gemälde Christus bei Martha und Maria, vor allem aber trat er als Bildnismaler in Erscheinung, anfangs in Düsseldorf, wo er 1859 am Marktplatz 11 wohnte und dem Künstlerverein Malkasten angehörte, später in Barmen, wo 1870 sein Sohn Andreas geboren wurde, der ebenfalls ein Maler der Düsseldorfer Schule werden sollte. In Barmen wirkte Rögels auch als Porträtfotograf.
Als Rögels 1876 im Kasseler Kunstverein drei Bildnisse, darunter ein Ölporträt des Barmer Dichters Emil Rittershaus, ausstellte, wurde in der Zeitschrift für bildende Kunst deren „Nüchternheit“ und „photographische Naturtreue“ kritisiert. Eine solche Darstellung vertrüge sich nicht „mit dem höheren Standpunkt des Portraitmalers“, weil er die Aufgabe habe, einen Menschen „seinem tieferen Wesen nach“ zu schildern.